# Orchila

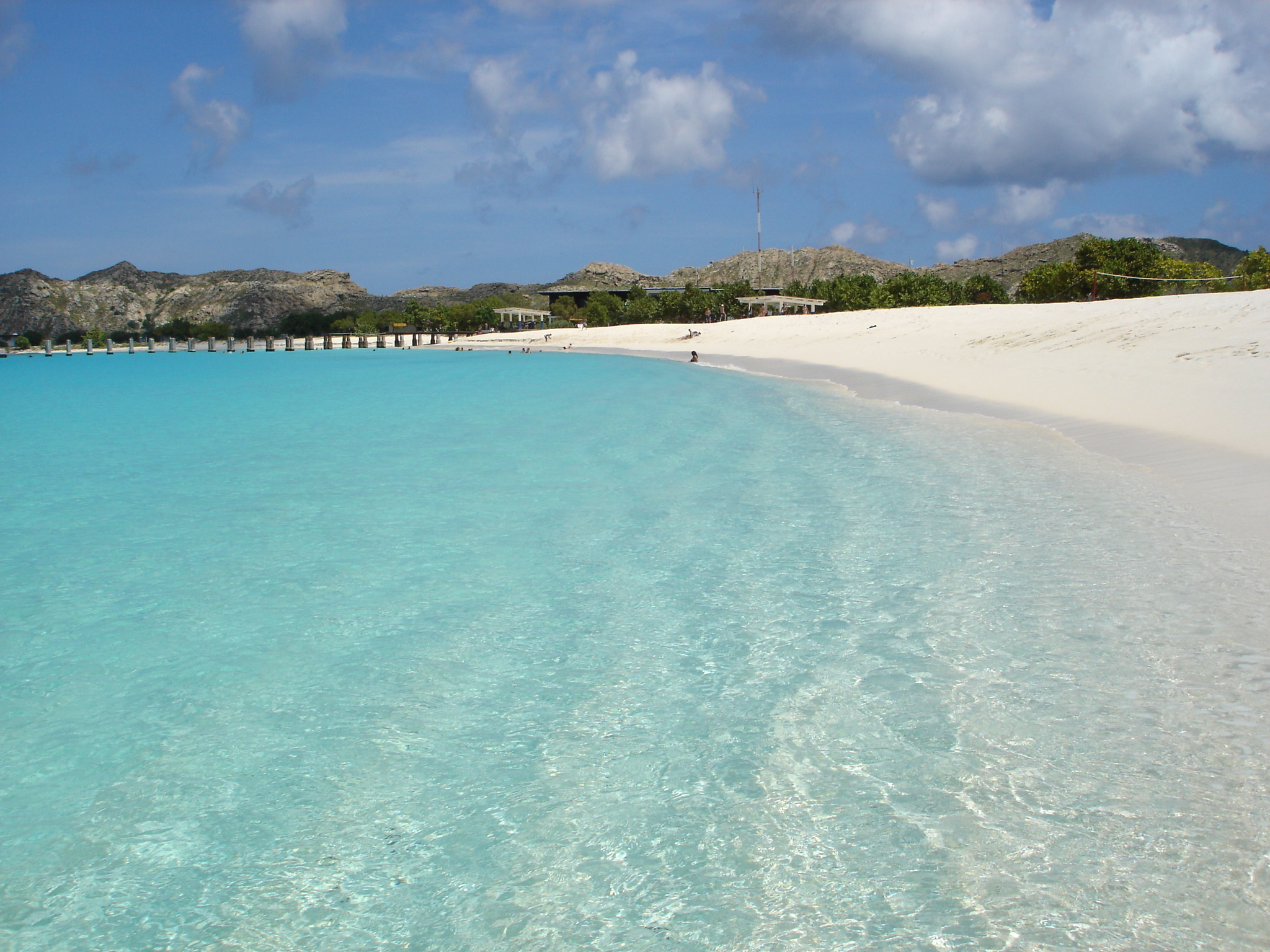
La orchila

Orchila is een klein eiland dat tot Venezuela (Zuid-Amerika) behoort.
Orchila is het minst bekende eiland van de zuidelijke Caraïben (mogelijk van de hele Caraïben). Het eiland heeft  de laatste jaren onder bescherming van de Venezolaanse regering gestaan en alleen de president en militairen in hoge rang mochten het bezoeken. 
Tegenwoordig is het mogelijk om Orchila te bezoeken met speciale toestemming van de Armada van Venezuela. Er wordt wel gezegd dat de perfecte stranden en de overvloed aan vis en de onderwaterwereld nergens anders is te bekennen.